# Onthophagus philippinensis
Onthophagus philippinensis là một loài bọ cánh cứng trong họ Bọ hung (Scarabaeidae).